# گلوجه (بستان‌آباد)
گلوجه یکی از روستاهای استان آذربایجان شرقی است که در دهستان عباس شرقی بخش تیکمه‌داش شهرستان بستان‌آباد واقع شده‌است.این روستا ۸۴ نفر جمعیت دارد.